# كيث رووي
كيث رووي (بالإنجليزية: Keith Rowe)‏ هو رسام وعازف قيثارة بريطاني، ولد في 16 مارس 1940 في بليموث في المملكة المتحدة.

## وصلات خارجية
- كيث رووي على موقع ميوزك برينز (الإنجليزية)
- كيث رووي على موقع أول ميوزيك (الإنجليزية)
- كيث رووي على موقع ديسكوغز (الإنجليزية)